# هرتسوگن‌آوراخ
شهر هرتسوگن‌آوراخ در ایالت بایرن در کشور آلمان واقع شده‌است. این شهر خاستگاه دو برند معروف آدیداس و پوما است و دفاتر مرکزی هر دو شرکت نیز در این شهر واقع هستند.